# Eva Årads
Eva Augusta Elisabet Årads, född Lundström 4 juli 1894 i Örtofta socken, död 16 juni 1936 i Södertälje, var en svensk författare.
Hon gifte sig 1915 med läroverksadjunkten Rudolf Årads (1892–1936). Årads avled den 16 juni 1936 efter en lång tids sjukdom och hennes man avled senare samma dag. Makarna gravsattes i Gustav Vasa kyrkas kolumbarium vid Odenplan i Stockholm.